# Placówka Straży Celnej „Skoroszów”

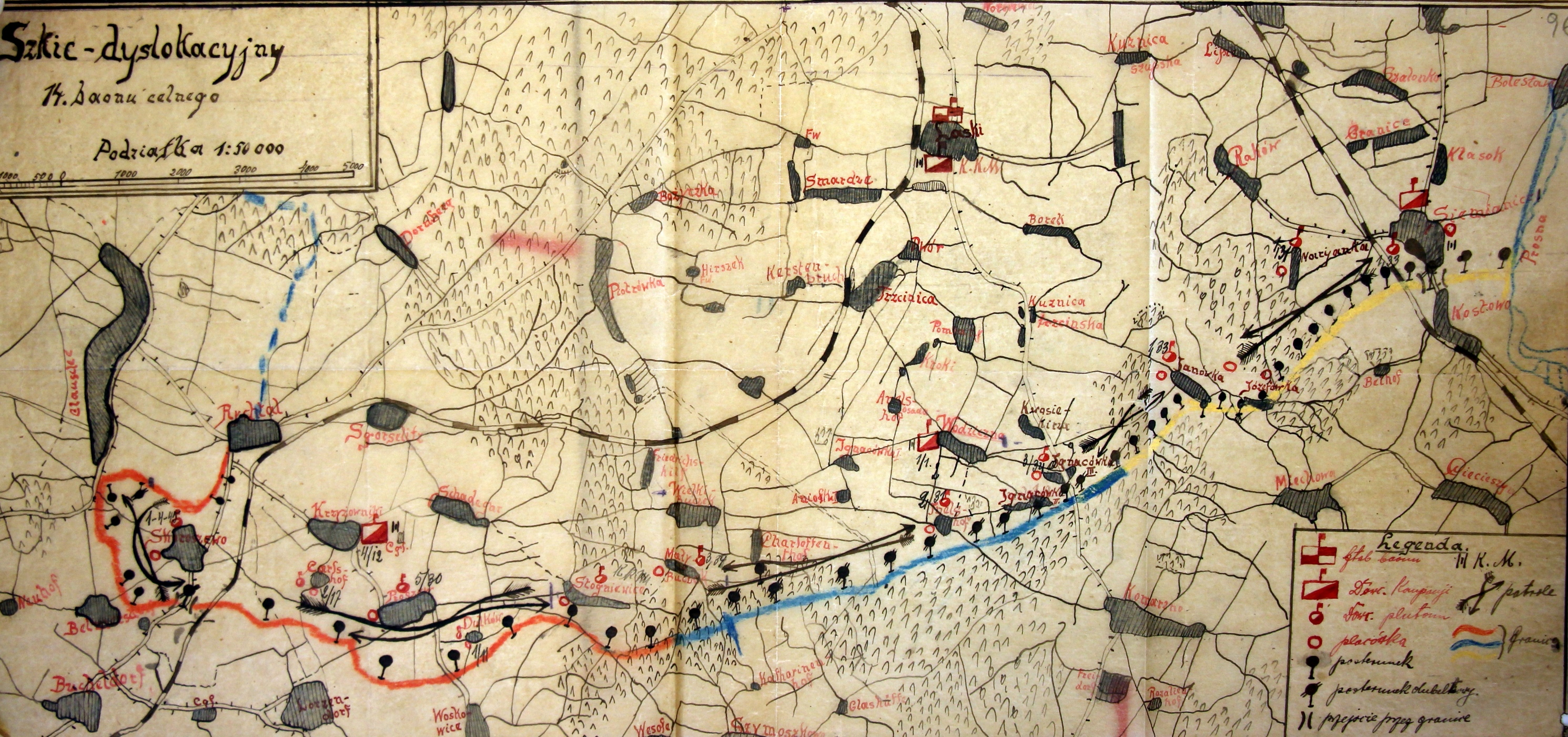
Rozmieszczenie 14 batalionu celnego

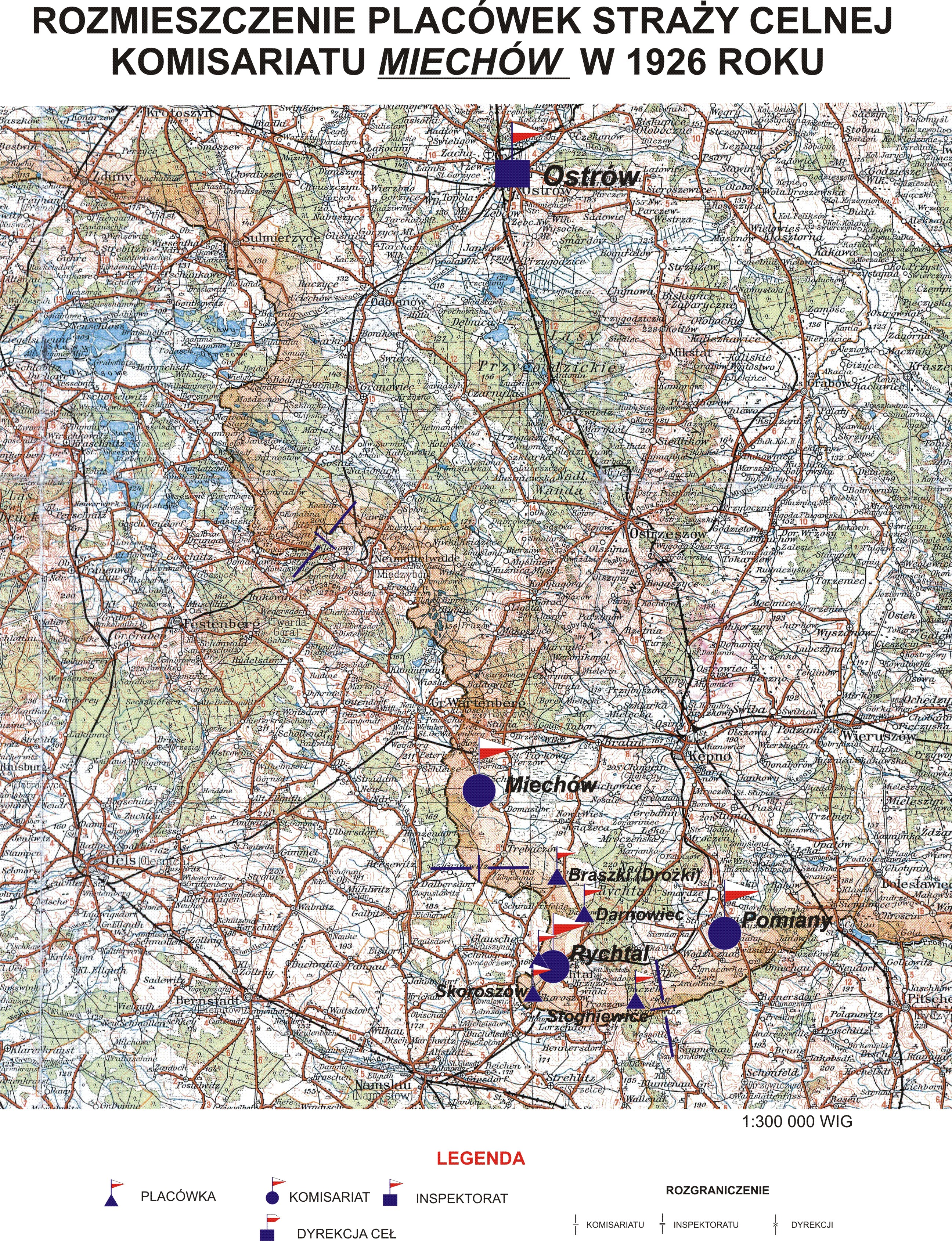
Rozmieszczenie placówek Straży Celnej Komisariatu Rychtal w 1926 r.

Placówka Straży Celnej „Skoroszów” – jednostka organizacyjna Straży Celnej pełniąca w okresie międzywojennym służbę ochronną na granicy polsko-niemieckiej.

## Formowanie i zmiany organizacyjne
Na wniosek Ministerstwa Skarbu, uchwałą z 10 marca 1920 roku, powołano do życia Straż Celną. Od połowy 1921 roku jednostki Straży Celnej rozpoczęły przejmowanie odcinków granicy od pododdziałów Batalionów Celnych. W 1921 roku na terenie Rychtala stacjonował sztab 4 kompanii 14 batalionu celnego. 4 kompania wystawiła między innymi placówkę w Skoroszowie. Proces tworzenia Straży Celnej trwał do końca 1922 roku. Placówka Straży Celnej „Skoroszów” weszła w podporządkowanie komisariatu Straży Celnej „Rychtal” z Inspektoratu SC „Ostrów”.
W drugiej połowie 1927 roku przystąpiono do gruntownej reorganizacji Straży Celnej. W praktyce skutkowało to rozwiązaniem tej formacji granicznej. Ochronę północnej, zachodniej i południowej granicy państwa przejęła powołana z dniem 2 kwietnia 1928 roku Straż Graniczna.
15 września 1928 dowódca Straży Granicznej rozkazem nr 7  w sprawie zmian dyslokacji Wielkopolskiego Inspektoratu Okręgowego podpisanym w zastępstwie przez mjr. Wacława Szpilczyńskiego powołał i ustalił organizację  komisariatu „Rychtal”. Placówka Straży Granicznej I linii „Skoroszów” znalazła się w jego strukturze.

## Funkcjonariusze placówki
Kierownicy placówki
| stopień          | imię i nazwisko, numer | okres pełnienia służby |
| ---------------- | ---------------------- | ---------------------- |
| starszy strażnik | Józef Zając (1367)     | był w 1926             |

Obsada personalna placówki w 1926:
- starszy strażnik Józef Zając (1367)
- strażnik Franciszek Przybył (770)
- strażnik Klemens Grabias (1072)
- strażnik Wojciech Kubiak (680)
- strażnik Franciszek Jendrusiak (1422)
- strażnik Stanisław Nawrot (2596)
- strażnik Adam Wudarczyk (3111)